# Kurokawa
Pour les articles homonymes, voir Kurokawa (homonymie).
Kurokawa (« Fleuve Noir », en japonais) est une maison d'édition française spécialisée dans le manga créée en septembre 2005. Kurokawa est le label d'Univers Poche spécialisé dans l'édition de mangas, de light novels, d'artbooks, et de livres. Elle propose une quarantaine de séries différentes, dans les univers shōnen, shōjo et seinen.

## Histoire

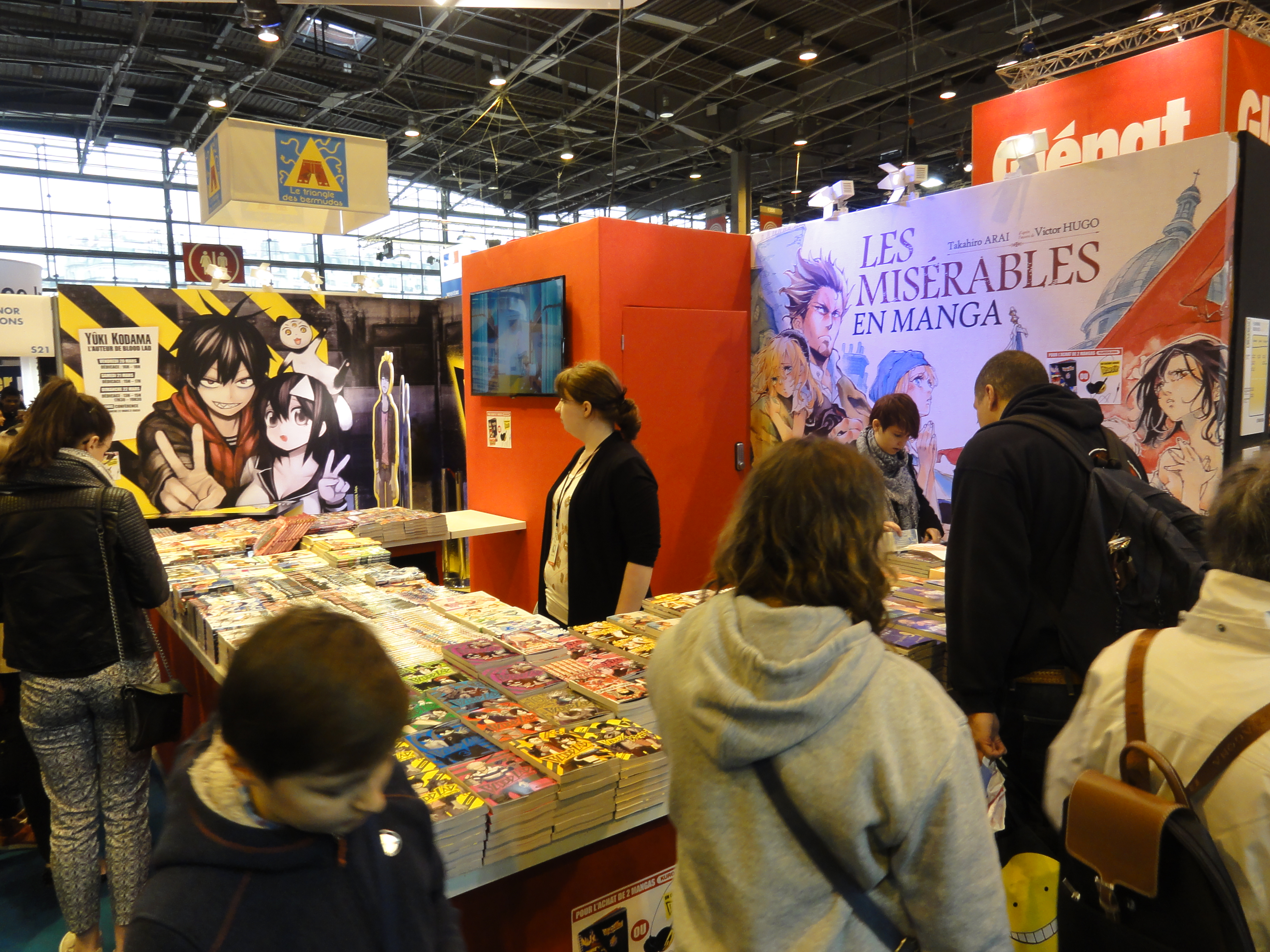
Stand Kurokawa, avec une affiche de la série Les Misérables et d'autres mangas au Salon du livre de Paris de 2015.

La maison d'édition Kurokawa, spécialisée dans le manga, est créée, en France, au mois de septembre 2005, par l'éditeur Univers Poche, propriétaire de Fleuve éditions (le nom « Kurokawa » signifie « Fleuve noir », en japonais).
Jean-Claude Dubost, PDG d'Univers Poche, décide de créer cette maison d'édition après avoir remarqué l'ascension des ventes de mangas courant 2000 et 2001. Il se lance à la recherche d'un associé parlant couramment japonais, et qui serait passionné par la culture japonaise. Il fera alors la rencontre de Grégoire Hellot, un journaliste spécialisé dans les jeux vidéo, par le biais du directeur de la librairie Album. Ce ne sera qu'en 2005 que Kurokawa commencera à éditer ses premières œuvres.
Entre 2008 et 2009, remarquant une baisse de leurs lecteurs, en raison d'un manque de diversité et de renouveau, Kurokawa se lance alors dans le domaine du shojo, avec leur titre Chocola et Vanilla, ainsi que celui du shonen, avec Inazuma Eleven Go!.

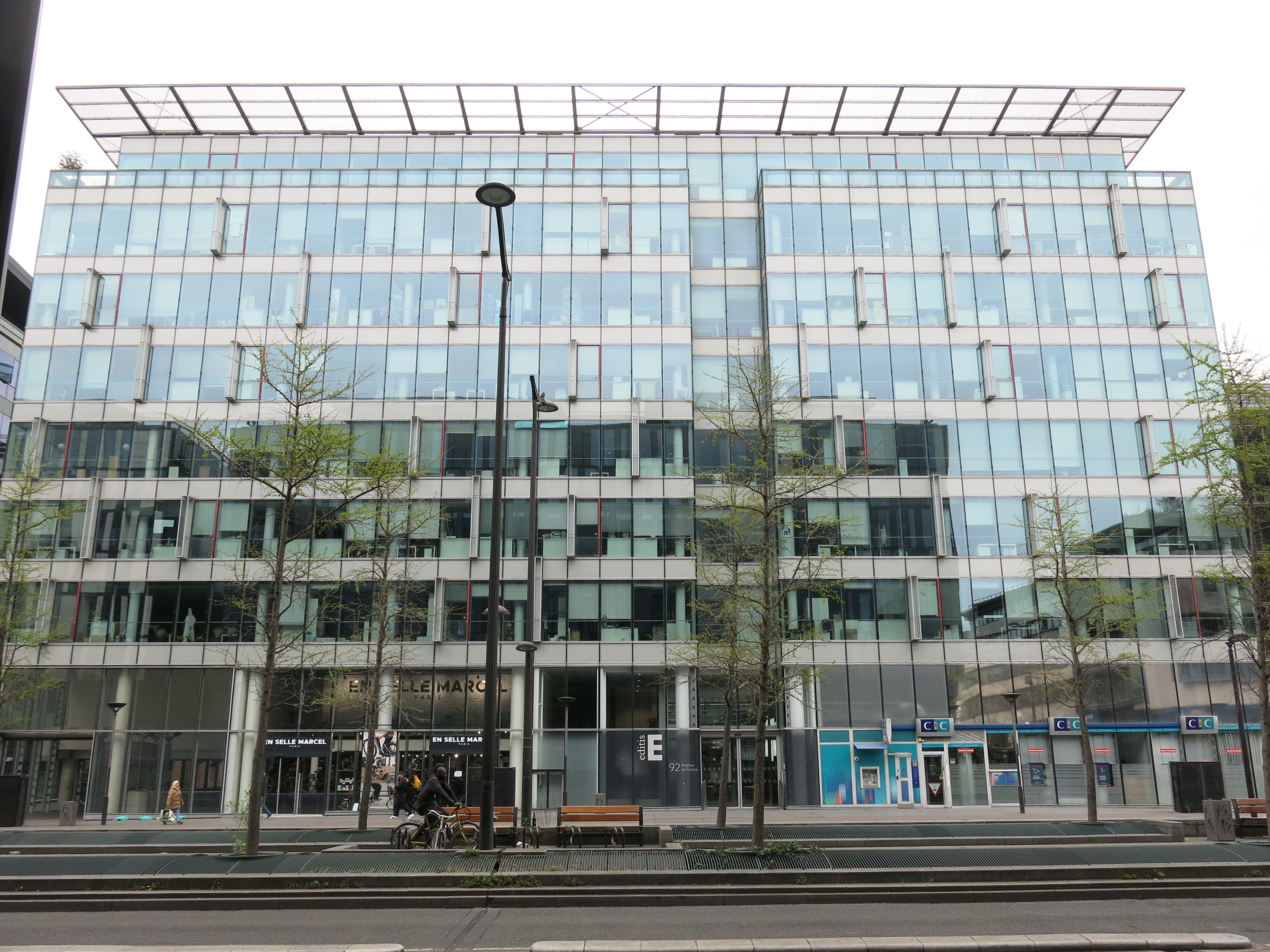
Siège de Kurokawa
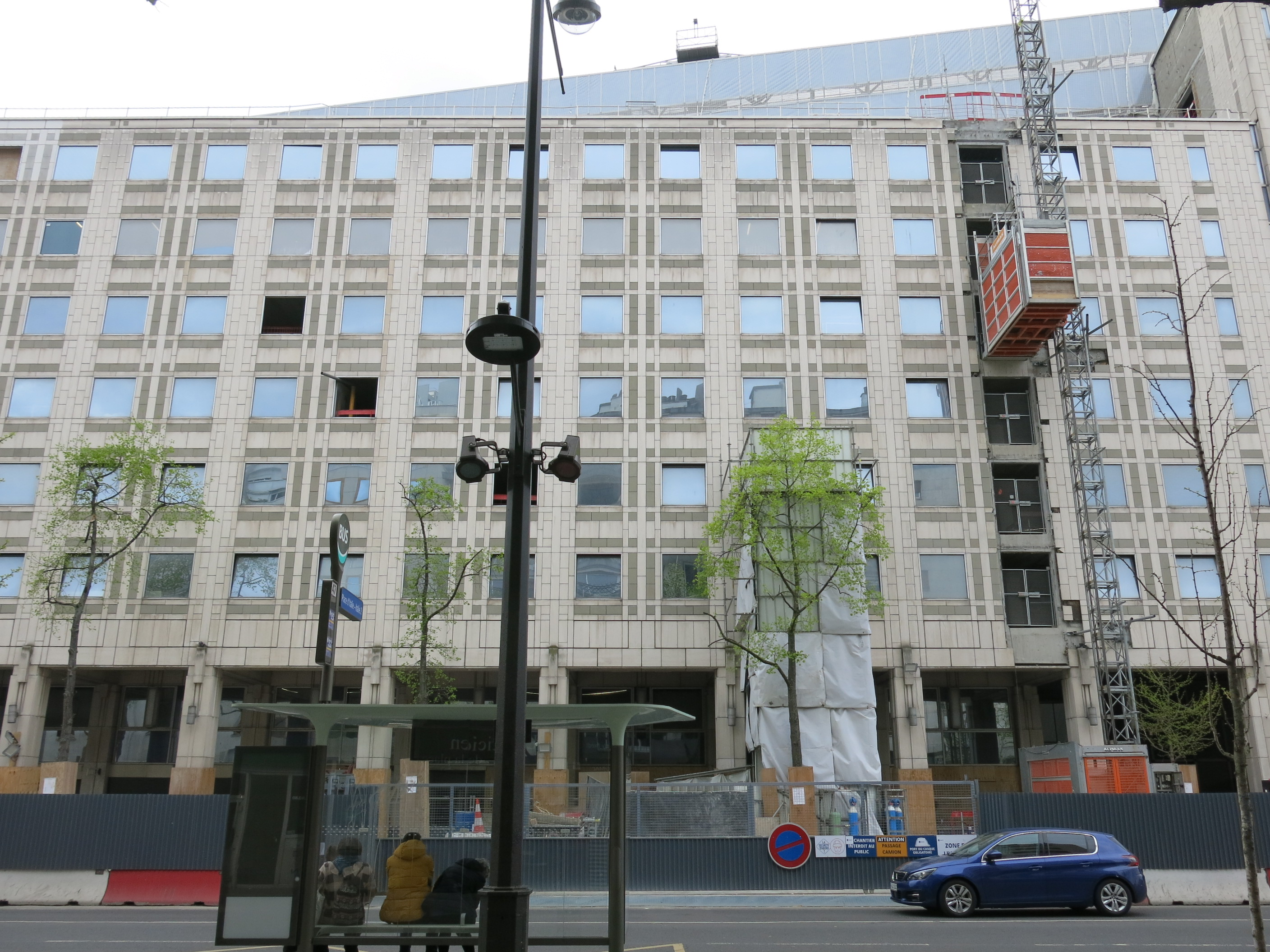
Ancien siège de Kurokawa

## Publications
|  | Manga / Manhua / Manhwa dont la commercialisation a été arrêtée. |

Dernière mise à jour : février 2016.